# Govodarva, Mehedinți
Govodarva este un sat în comuna Căzănești din județul Mehedinți, Oltenia, România.